# Anisodes microtera
Anisodes microtera là một loài bướm đêm trong họ Geometridae.